# Clear Creek (Minnesota)
Clear Creek es un territorio no organizado (en inglés, unorganized territory, UT) del condado de Carlton, Minnesota, Estados Unidos. Según el censo de 2020, tiene una población de 140 habitantes.

## Geografía
El territorio está ubicado en las coordenadas 46°27′45″N 92°29′27″O / 46.46250, -92.49083. Según la Oficina del Censo de los Estados Unidos, tiene una superficie total de 94.8 km², de la cual 94.3 km² corresponden a tierra firme y 0.5 km² son agua.

## Demografía
Según el censo de 2020, hay 140 personas residiendo en la zona. La densidad de población es de 1.5 hab./km². El 95.71% de los habitantes son blancos y el 4.29% son amerindios. Del total de la población, el 0.71% es hispano o latino.